# L'Histoire du docteur Dolittle
L'Histoire du docteur Dolittle, sous-titré Sa vie singulière dans son pays et ses étonnantes aventures dans les pays étrangers (soit, en anglais, The Story of Doctor Dolittle, being the history of his peculiar life at home and astonishing adventures in foreign parts), est un roman écrit et illustré en 1920 par l'auteur britannique Hugh Lofting. C'est le premier de sa série pour enfants Docteur Dolittle, sur un médecin qui apprend à parler aux animaux, ce qui le rend très populaire à leurs yeux.

## Résumé
John Dolittle est un médecin respecté et un célibataire tranquille vivant avec sa sœur célibataire Sarah dans le petit village anglais imaginaire de Puddleby-on-the-Marsh. Son amour pour les animaux grandit au fil des années, le poussant à en recueillir par dizaines et sa ménagerie familiale finit par effrayer sa clientèle humaine, entraînant une perte de richesse. Mais après avoir appris le secret pour parler à tous les animaux grâce à son perroquet Polynésie, il se reconvertit dans le métier de vétérinaire.
Son succès étant rapide, sa fortune rapidement monte, jusqu'à redescendre après qu'il accueille un crocodile. Cela conduit sa sœur, qui partage peu son amour des animaux, à partir avec dégoût dans l'intention de se marier. Mais en parallèle sa renommée dans le règne animal se répand dans le monde entier. Si bien qu'un jour, un singe lui demande de partir pour l'Afrique afin de guérir une épidémie affectant des singes, alors qu'il est confronté à la faillite. Il doit emprunter des provisions et un bateau, et navigue avec un équipage composé de ses animaux préférés.
Mais il fait naufrage à son arrivée sur les côtes africaines, perdant le bateau qu'il devra pourtant rendre. En route vers le royaume des singes, sa bande est arrêtée par le roi du pays imaginaire de Jolliginki. Celui-ci se plaint en effet d'être victime de l'exploitation européenne et, par conséquent, il ne veut plus d'hommes blancs voyageant dans son pays.
Le groupe s'échappe de justesse par ruse et parvient au royaume des singes où la situation est désastreuse en raison de l'épidémie qui fait rage. Le docteur vaccine les singes en bonne santé et soigne les malades jusqu'à ce qu'ils guérissent. En guise de remerciement, les singes vont chercher dans la jungle pour le lui offrir un poussemoi-tiretoi (pushmi-pullyu en langue originale), un hybride gazelle-licorne à deux têtes de chaque côté du corps, dont la rareté pourrait rapporter de l'argent au docteur Dolittle s'il venait à l'exposer.
Au retour, ils sont à nouveau capturés à Jolliginki. Cette fois, ils s'échappent avec l'aide du prince Bumpo, un grand lecteur de conte de fées européens qui rêve d'être un prince blanc comme dans ses histoires. Il leur donne un navire en échange du blanchiment de son visage par Dolittle, à l'aide de produits.
Du moins, c'est ce qui se passe dans l'édition originale de l'histoire. Actuellement, les éditeurs anglo-saxons, comme ceux de France, ont décidé de changer le passage pour ne pas heurter la sensibilité des lecteurs actuels. Dans une traduction française de 2019, le prince est hypnotisé par Polynésie pour qu'il libère tout le monde.

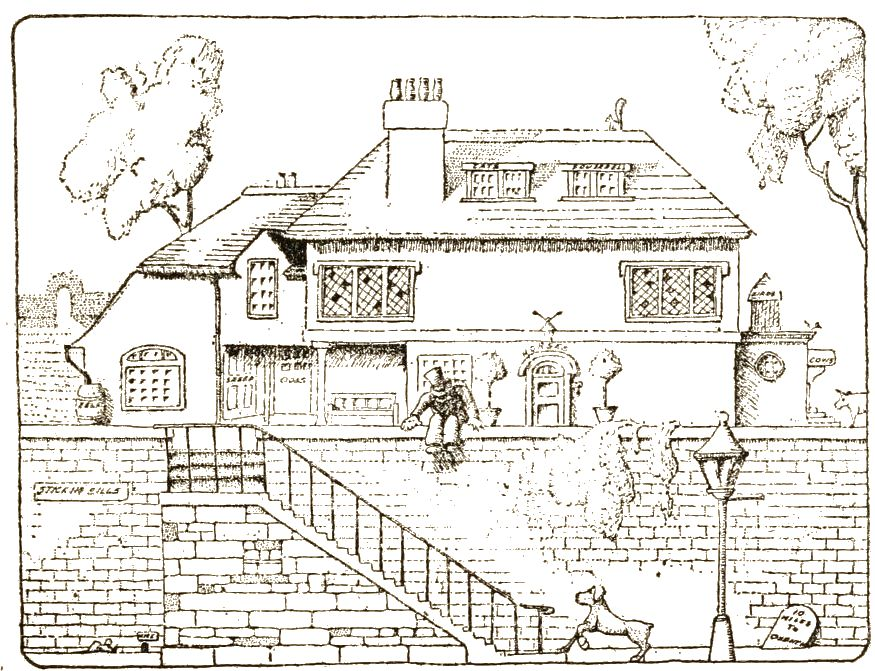
Maison du docteur Dolittle

Dans tous les cas, ensuite, Dolittle et son équipage sont menacés par des pirates et, pour leur échapper, se font remorquer par des hirdonelles revenant de migration. Ils se réfugient alors aux Canaries, avant de réussir à s'emparer de leur bateau chargé de trésors.
Dedans, ils libèrent un garçon dont l'oncle marin a été abandonné sur une île rocheuse par les pirates. Ils partent à sa recherche grâce au flair de Jip le chien, qui sent le tabac à priser du disparu. Après l'avoir retrouvé et ramené chez lui avec son neveur, Dolittle rentre enfin chez lui et part en tournée avec les pushmi-pullyu dans un cirque jusqu'à ce qu'il gagne suffisamment d'argent pour prendre sa retraite dans sa maison bien-aimée de Puddleby.

## Personnages
Voir aussi : Liste des personnages de Docteur Dolittle (en)

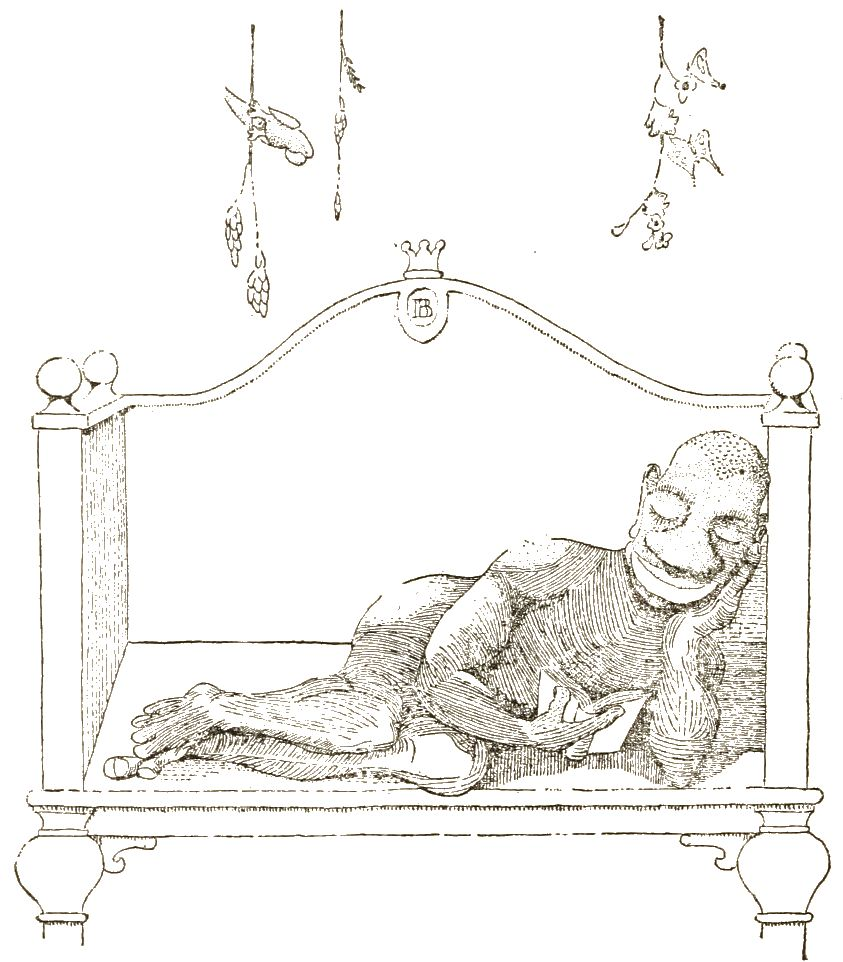
Prince Bumpo se délectant de contes

### Humains
- Docteur John Dolittle : Au début de l'histoire, il était un médecin exerçant dans la petite ville fictive de Puddleby-on-the-Marsh, dans le West Country anglais, habitant une petite maison au grand jardin. Décrit comme reconnu, très savant et célèbre, petit mais très costaud, il avait toutefois peu de clients, ceux-ci ne supportant pas la compagnie des animaux qu'il héberge. Il est devenu vétérinaire après que son ami Matthew, connaissant son don avec les animaux, lui ait suggéré de changer de métier, puis que son perroquet, Polynésie, lui ait appris le langage animal. Il décide alors de réaménager sa maison, en y installant des entrées spéciales pour les différentes catégories d'animaux : il écrivit "Équidés" au-dessus de la porte d'entrée, "Bovins" au-dessus de celle latérale et "Ovins" au-dessus de celle de la cuisine ; de même qu'il installe dans son jardin des sièges pour la convalescence de ses patients. Au fur et à mesure qu'il soigne des animaux, ceux-ci sont si bien traités que certains d'entre eux désirent rester chez lui et il ne veut pas refuser. Il a beau devenir une sommité dans le monde animal grâce à tous les animaux vantant son mérite dans le monde entier par le bouche-à-oreille, ses nombreux pensionnaires lui coûte de l'argent. Il a très peu d'amis humains et passe le plus clair de son temps à soigner les animaux, à voyager à travers le monde avec eux et à mener des recherches sur de nouveaux animaux et de nouvelles formes de langage animal[2].
- Matthew Mugg : c'est le marchand de viande pour chat de Puddleby. Ami du Docteur Dolittle, il l'aide à entretenir sa maison et son jardin lorsqu'il est en déplacement. Il est analphabète (contrairement à son épouse Theodosia, qui est très cultivée) mais pragmatique, et c'est lui qui a conseillé à Dolittle de devenir « médecin animalier » et d'apprendre le langage des animaux.
- Bumpo : Ce prince africain du royaume de Jolliginki est un amateur de contes de fées, qui le font rêver. Il libère le Docteur et ses amis et se liera d'amitié avec lui dans Les Voyages du docteur Dolittle.Sarah Dolittle annonce à son frère John vouloir le quitter et se marier.

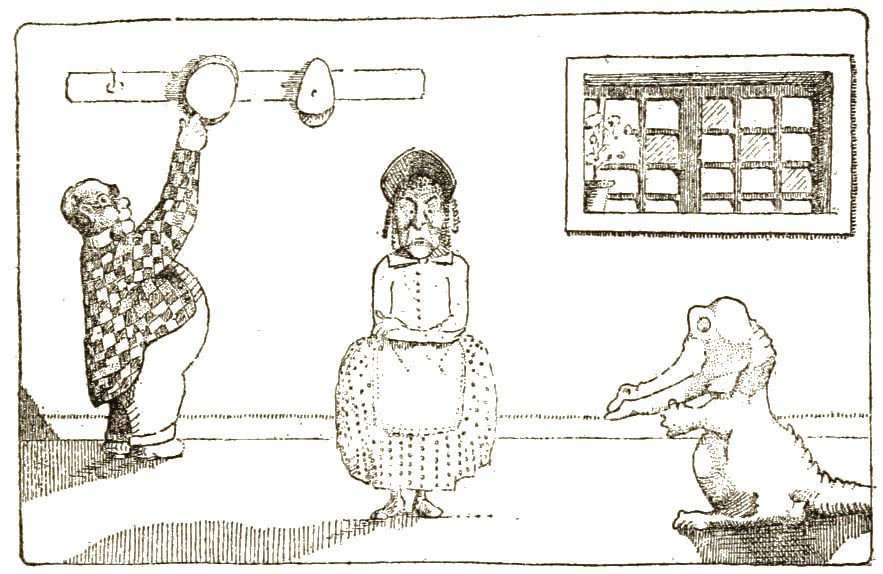
Sarah Dolittle annonce à son frère John vouloir le quitter et se marier.

- Sarah Dolittle : C'est la sœur et ancienne gouvernante de John Dolittle, qui supporte mal de vivre au milieu des animaux, ainsi que la mauvaise image qu'il en tire auprès des autres habitants de la ville. Lorsque celui-ci autorise le crocodile à résider chez lui, ce qui effraie ses clients et replonge la maison dans la pauvreté, elle part, dégoûtée, et se marie lorsque Dolittle refuse d'expulser le reptile.

### Animaux
- Polynésie : Ce perroquet d'Afrique de l'Ouest femelle est le premier animal ami du Docteur Dolittle. Elle parle anglais et c'est elle qui lui a enseigné le langage des animaux. Elle dit toujours ne jamais se souvenir de son âge, cent quatre vingt deux ou trois, mais elle se souvient qu'à son arrivée en Angleterre, elle a vu Charles II d'Angleterre, caché dans un chêne pour échapper aux Têtes-Rondes après la bataille de Worcester en 1651. Selon elle, « Il avait l'air très effrayé ». Avec Chee-Chee et le crocodile, elle décide de rester en Afrique dans cet opus, mais elle revient dans les histoires suivantes. Dans Les Voyages du docteur Dolittle, elle est décrite comme grise et écarlate. Après que la sœur du docteur, Sarah Dolittle, ait quitté la maison de Puddleby par aversion pour les crocodiles, Polynésie devient la gouvernante et blanchisseuse du docteur, parce qu'elle est la plus vieille.
- Gub-Gub : Cochon de compagnie du Docteur Dolittle, qui est très gourmand et joue le rôle de jardinier dans la maison du docteur.
- Jip : c'est le chien du Docteur Dolittle, qui possède un odorat très développé. Dans cet épisode, il a pu secourir un homme échoué sur une île en suivant son odeur à travers l'océan[2]. Chez le docteur, il nettoie les sols.
- Chee-Chee : C'est un singe africain que le Docteur Dolittle "achète" à un joueur d'orgue de Barbarie qui le maltraite : se rendant compte que cet ancien maître le maltraite, il lui déclare qu'il le prend pour chez lui en lui donnant un shiling de dédomagement, avant de menacer de lui casser la figure face à ses protestations. Son nom signifie apparemment « gingembre » en langage singe[2]. Dans la maison du docteur, il est chargé de la cuisine et du raccomodage.
- Dab-Dab : C'est le canard domestique du Docteur Dolittle. Dans leur maison, elle s'occupe de la poussière et change les draps.
- Too-Too : Ce hibou apprivoisé du docteur fait office de comptable et peut immédiatement lui indiquer le montant de sa tirelire.

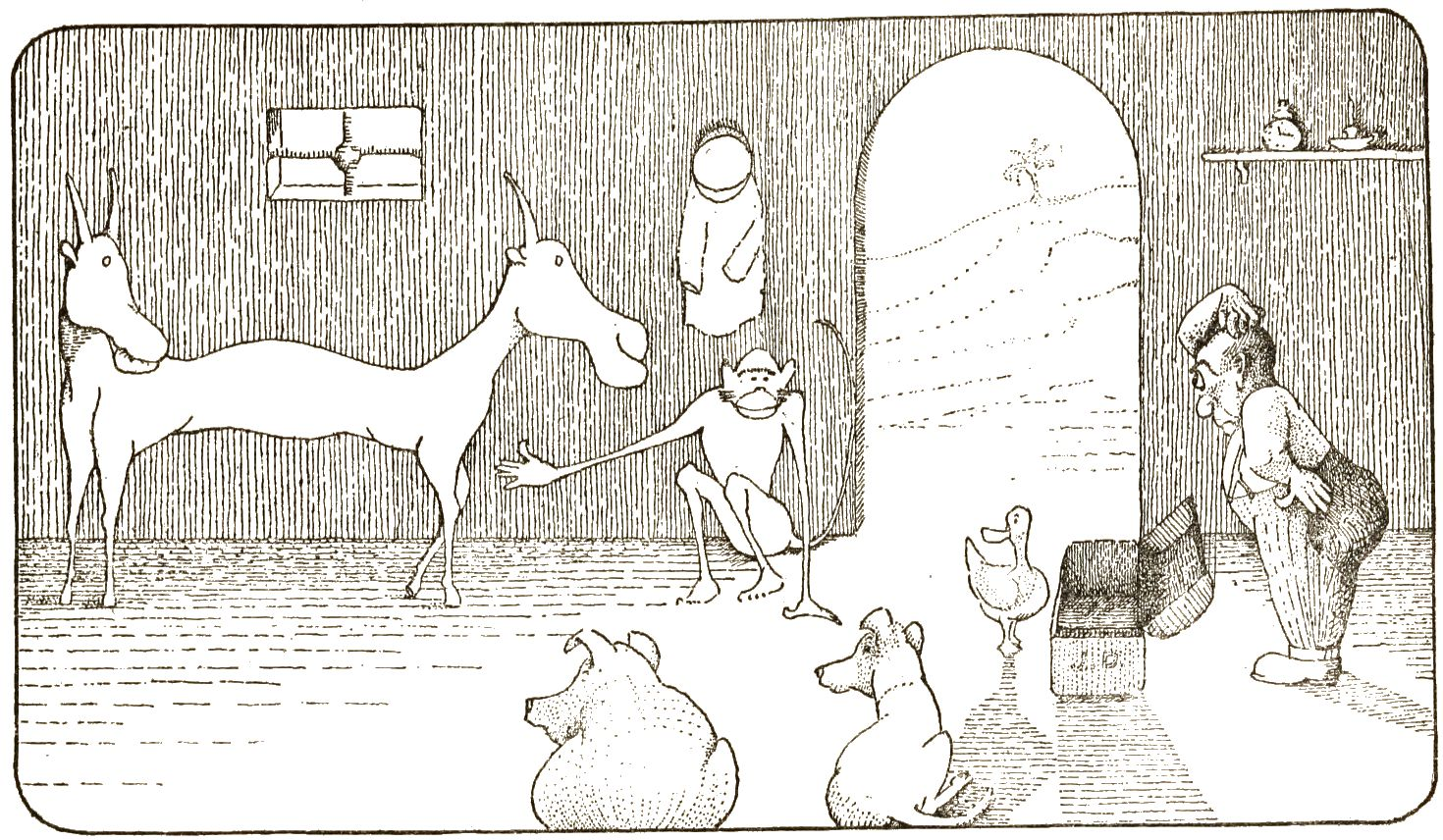
Poussemoi-tiretoi rencontrant le docteur

- Poussemoi-tiretoi rencontrant le docteurLe Pushmi-Pullyu (traduit en français par « poussemoi-tiretoi ») est un hybride de la famille des cervidés doté de deux têtes, une sur chaque extrémité de son corps. Il affirme qu'il fait partie par sa mère de la même famille que les gazelles abyssiniennes et les chamois asiatiques et qu le grand-père de son père était la dernière licorne. Dans cet opus, les singes reconnaissants d'Afrique le persuadent d'accompagner le Dr Dolittle en Angleterre afin de gagner de l'argent pour lui. Le pushmi-pullyu n'utilise généralement qu'une seule de ses têtes pour parler, réservant l'autre pour manger : cela lui permet de manger tout en parlant sans être impoli. En effet, son espère a toujours été très polie.

## Publication
Bien que l'auteur du livre soit britannique, il a été publié aux États-Unis par Frederick A. Stokes (en) le 25 octobre 1920,, avant d'être publié au Royaume-Uni par Cape en 1924.

## Réception
L'ouvrage a connu un grand succès, avec de nombreuses rééditions et traductions, et a été salué par la critique, les critiques et les enseignants le qualifiant de « classique » et d'« œuvre de génie ». Parallèlement, à la fin du XXe siècle, il a été critiqué pour ses thèmes liés à l'époque coloniale, en particulier sa représentation raciste des Africains, ce qui a conduit à réécrire les éditions ultérieures afin de répondre à certaines de ces préoccupations,,.

## Analyse

### Thèmes éducatifs
Le livre a été salué pour ses messages éducatifs liés à l'anti-consumérisme et à l'environnementalisme, en particulier dans le contexte de l'empathie et du soin des animaux,,,,.

### Racisme

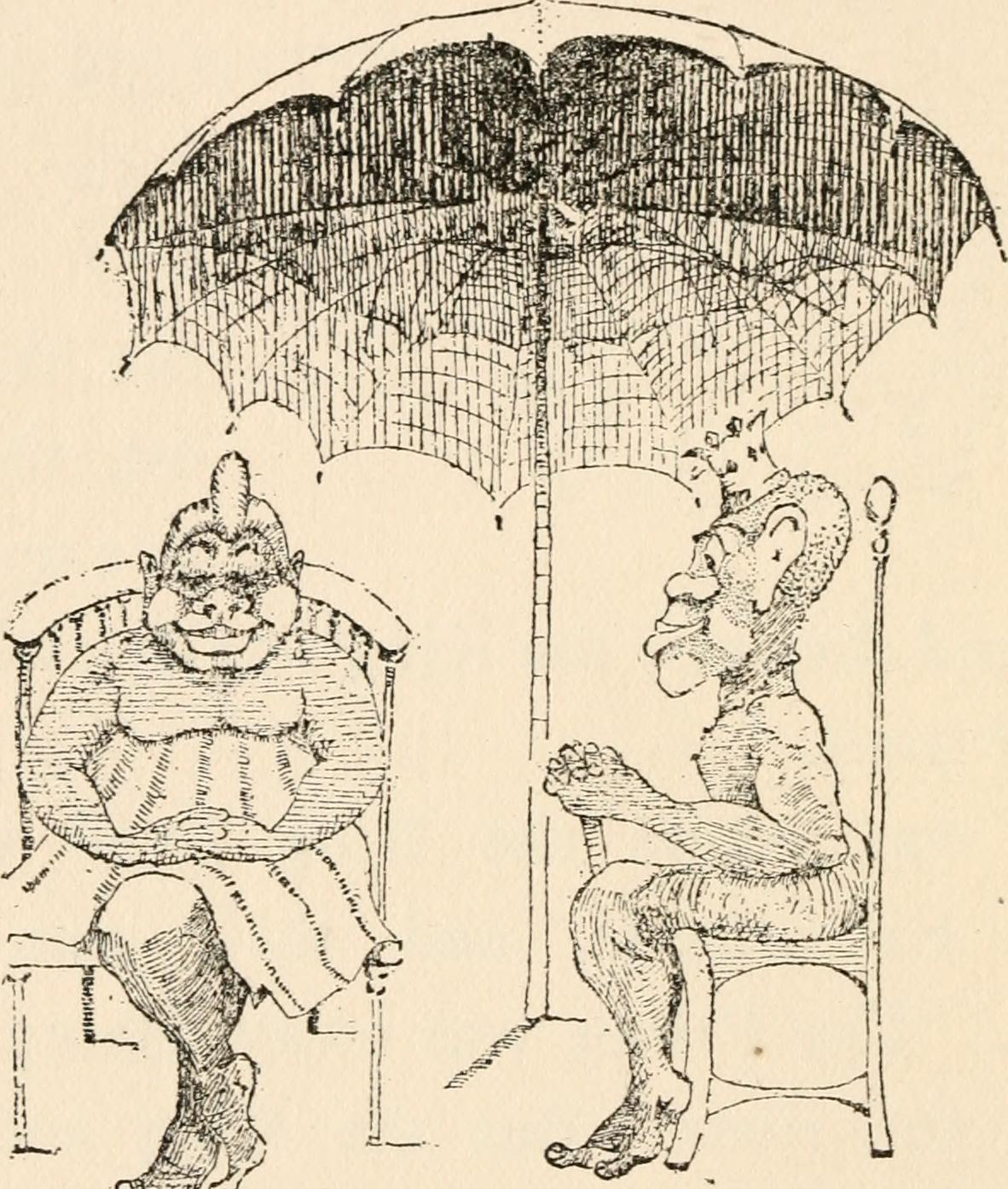
L'une des images de l'édition de 1920 du livre, critiquée plus tard comme raciste.

Le livre a été critiqué pour sa terminologie de l'époque coloniale, décrite depuis la fin du XXe siècle comme raciste,,  Le livre contient plusieurs insultes raciales et une intrigue secondaire de blanchiment de la peau. Les dessins d'Africains de Lofting, utilisées dans la plupart des premières éditions, sont également considérées aujourd'hui comme des caricatures raciales,,. La bibliothécaire new-yorkaise Isabelle Suhl a affirmé en 1968 que le docteur Dolittle était « la personnification du Grand Père Blanc portant noblement le fardeau de l'homme blanc et que son créateur était un raciste et un chauvin blanc, coupable de presque tous les préjugés connus de l'homme blanc occidental moderne ».
Les éditions ultérieures des livres ont été modifiées (en) pour répondre à certaines de ces préoccupations, après que les ayants droit de Lofting ait autorisé un certain nombre de modifications en 1988,. Lorsque Dell Publishing a publié les éditions du centenaire de Lofting en 1988, les insultes et l'intrigue secondaire liées à la couleur de peau ont été supprimées,.
De telles pratiques ont cependant également été décrites comme une forme de censure de livres (en) motivée par le politiquement correct,,,. Certaines traductions modernes du livre utilisent le texte original plutôt qu'une version modifiée, pour des raisons allant du manque de connaissance de l'existence d'autres versions, à l'économie de coûts (la version originale est désormais dans le domaine public, contrairement aux versions modifiées), ou à la préférence consciente de l'éditeur pour la version non modifiée (souvent dans le contexte du rejet de la censure et du politiquement correct).
Malgré ces changements, le livre est toujours perçu comme souffrant d'autres problèmes impossibles à résoudre, comme l'intrigue même de Dolittle invité en Afrique pour résoudre les problèmes que les indigènes ne peuvent pas résoudre, ainsi que la représentation stéréotypée des indigènes comme étant arriérés et superstitieux,.

## Galerie

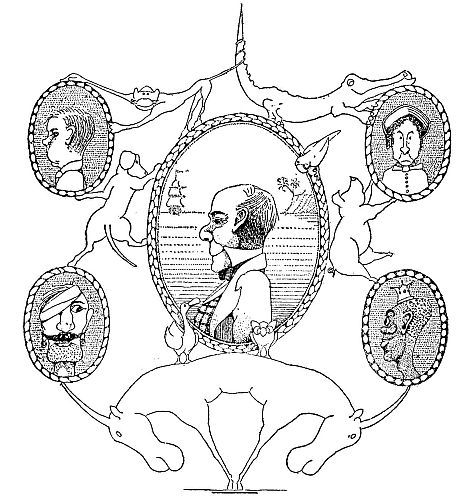
Page de titre du roman
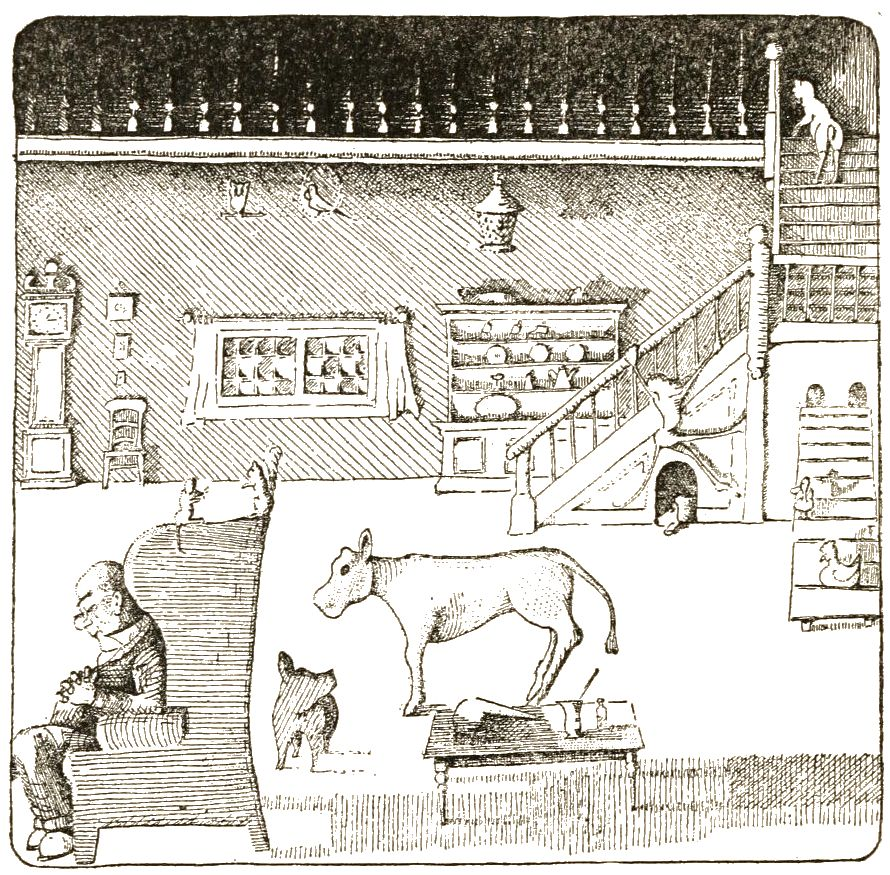
« Un soir, alors que le Docteur dormait dans son fauteuil... »
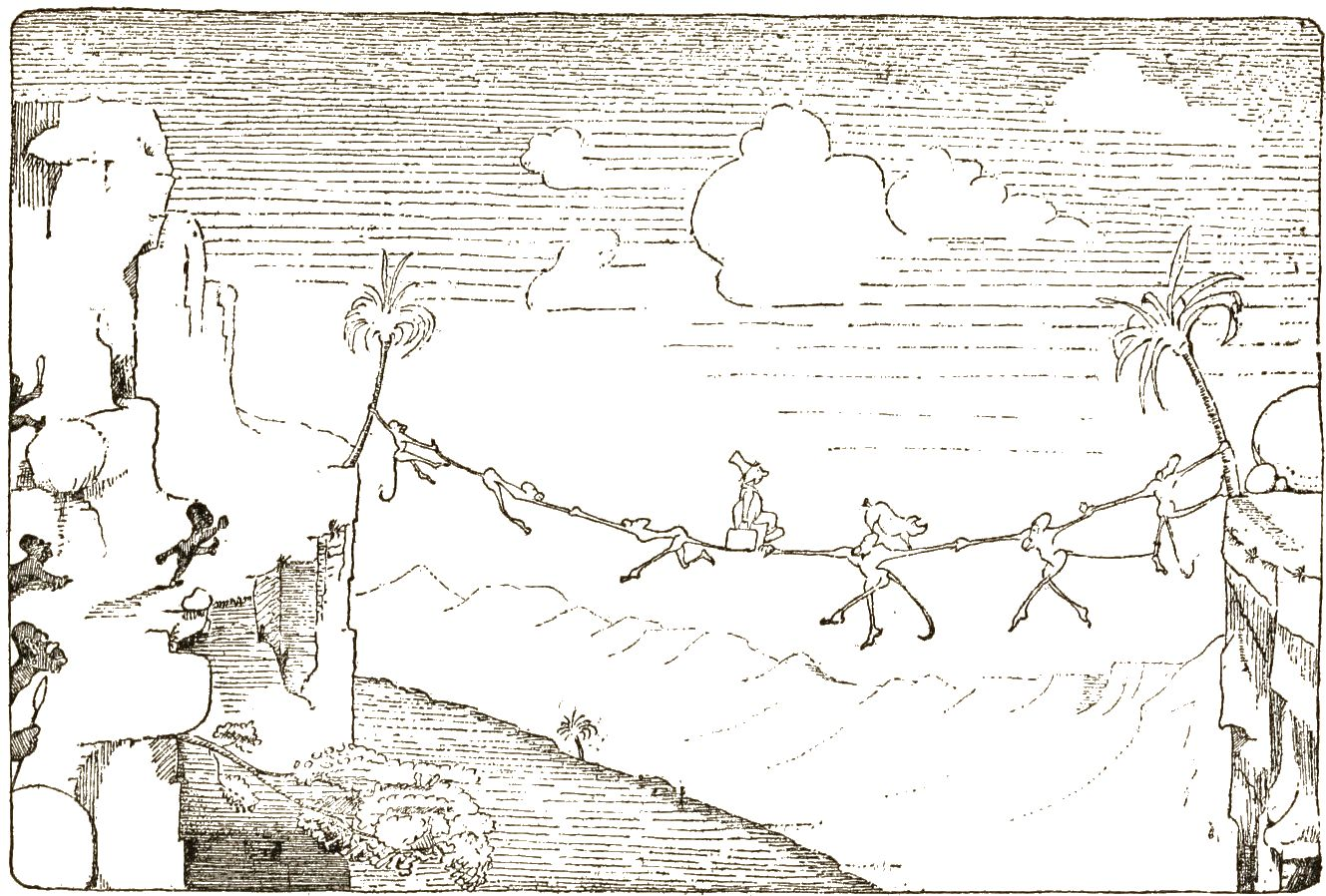
Les protagonistes fuyant les soldats du Jolliginki vers le royaume des singes.
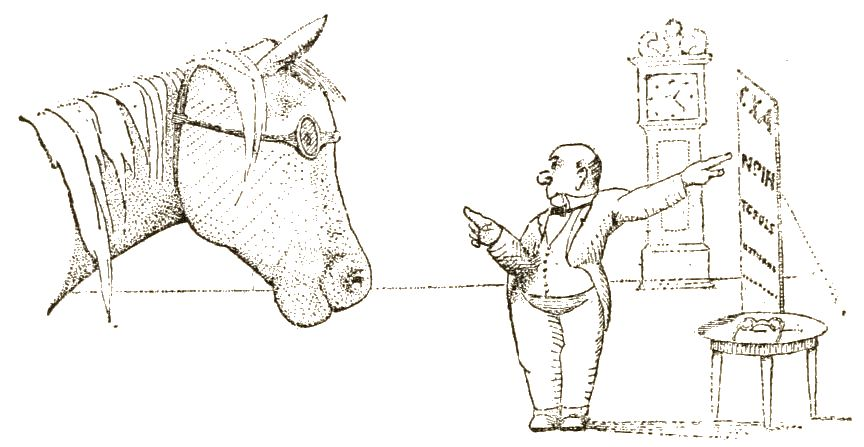
Le docteur testant la vue d'un cheval
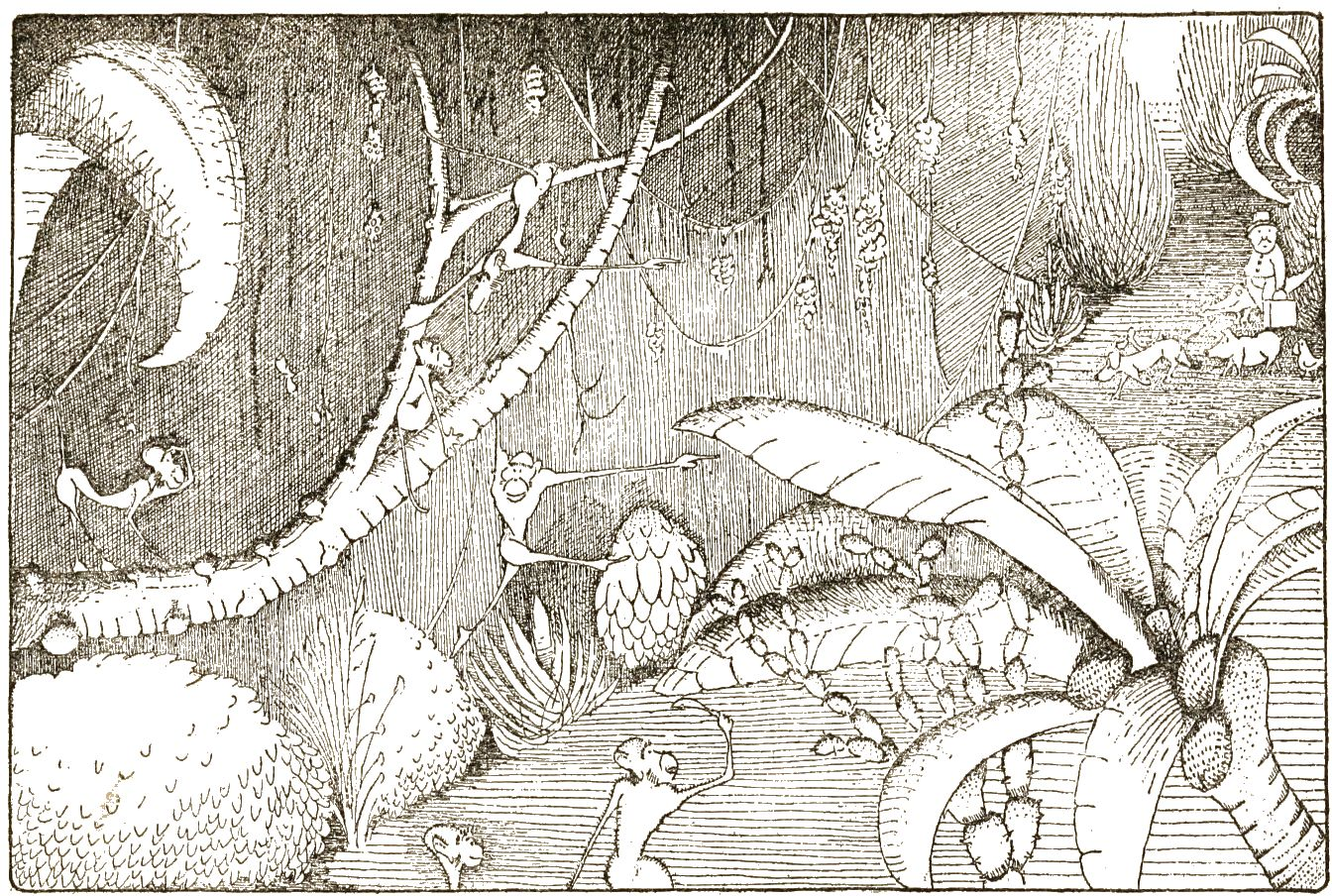
Singes acclamant leurs sauveurs
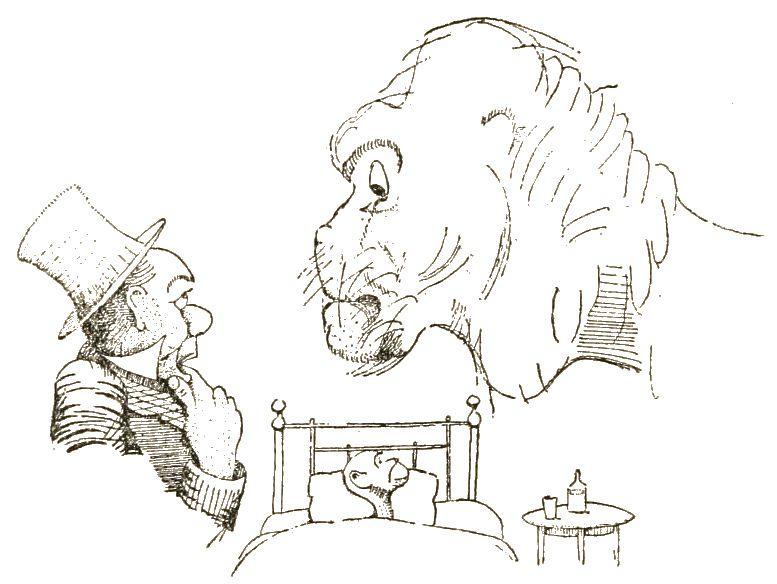
Lion refusant dans un premier temps de s'abaisser à aider à soigner des singes
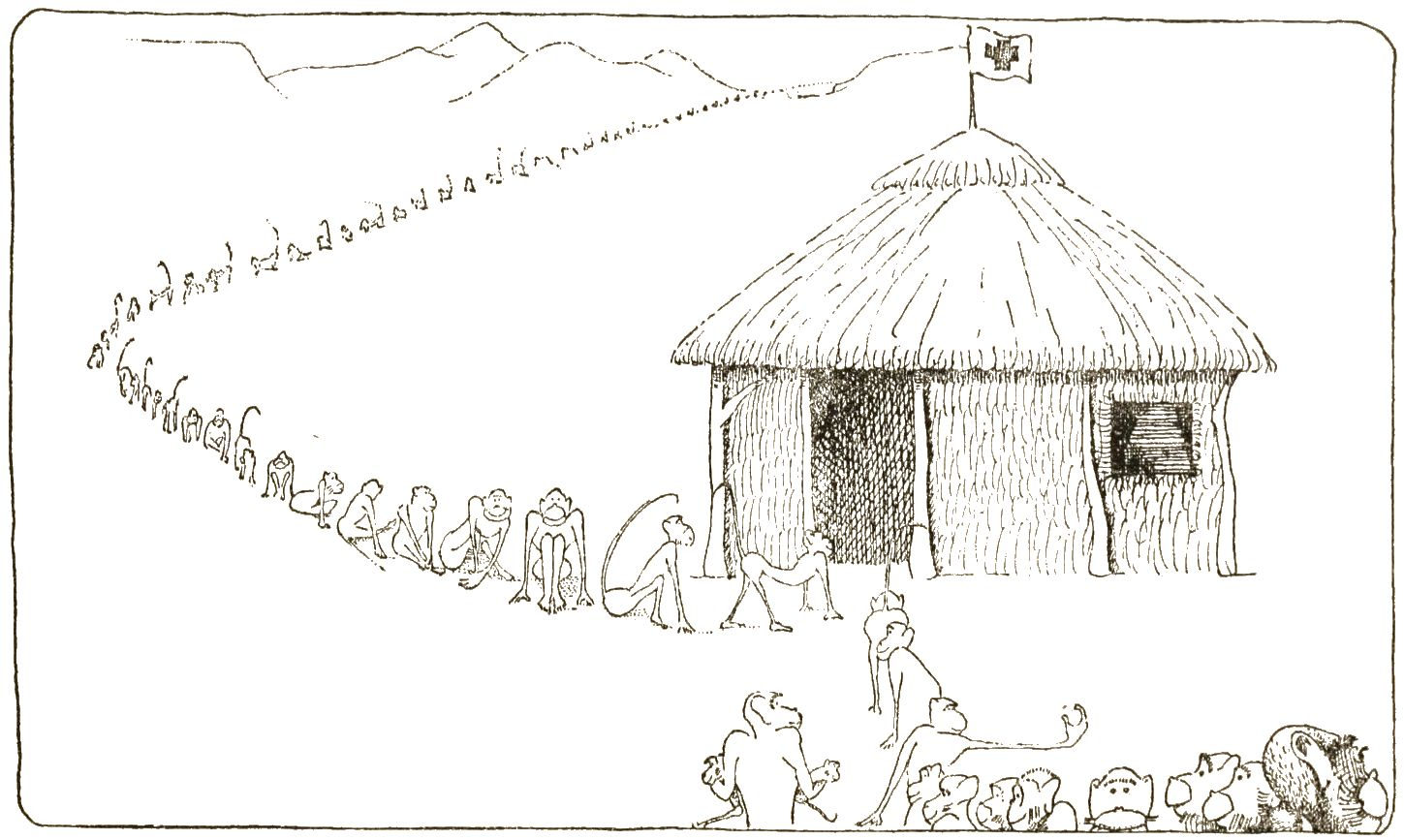
Singes faisant la queue vers la case du docteur pour se faire vacciner
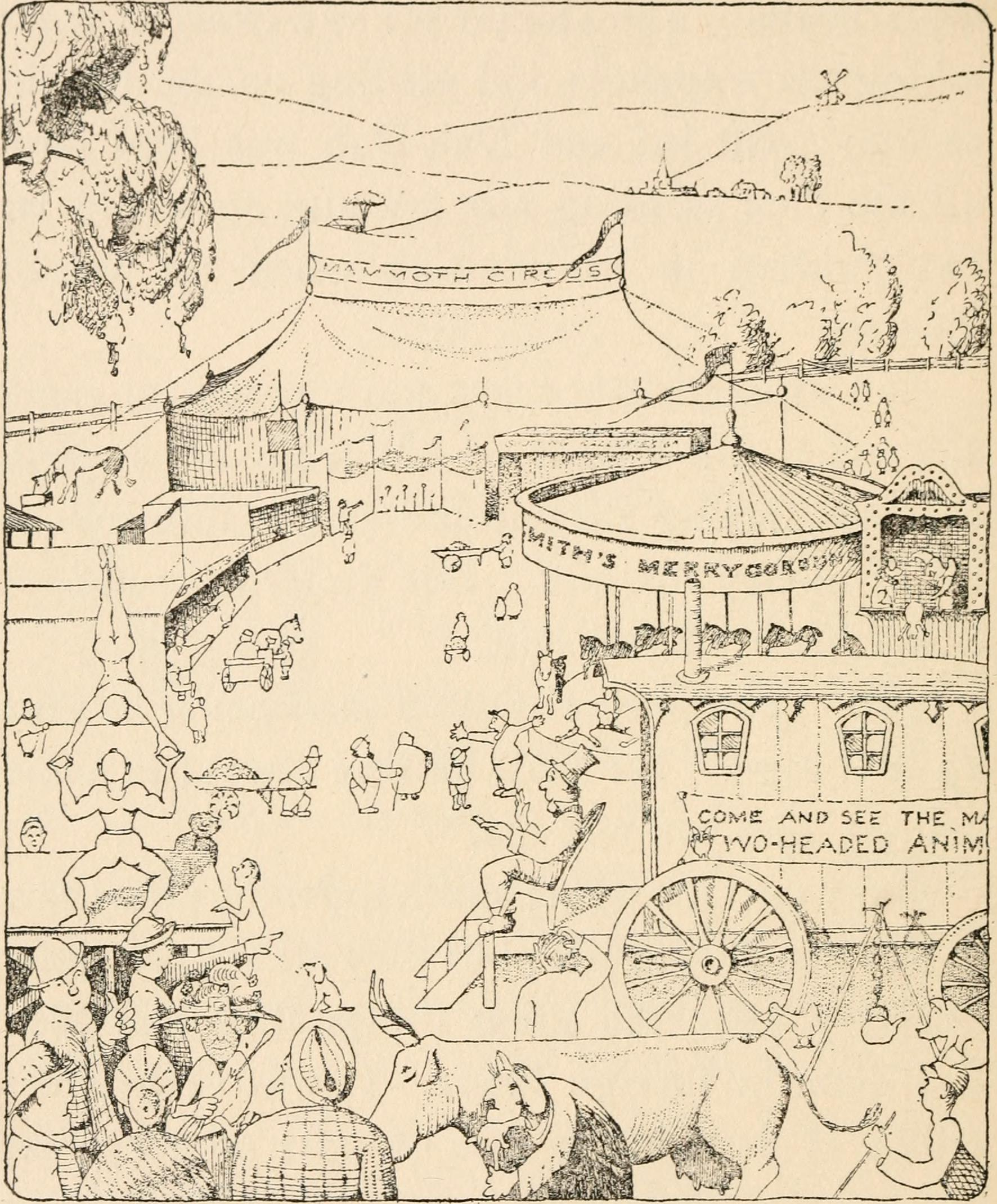
Cirque du docteur exibant le poussemoi-tiretoi